# Portland Trail Blazers
A Portland Trail Blazers, vagy egyszerűen Blazers egy kosárlabdacsapat az amerikai profi kosárlabdaligában. Székhelyük az oregoni Portland. A csapat az NBA alapítása óta tagja a nyugati konferenciának.